# Australohyliota macleayi
Australohyliota macleayi is een keversoort uit de familie spitshalskevers (Silvanidae). De wetenschappelijke naam van de soort werd in 1885 gepubliceerd door Arthur Sidney Olliff.